# HD 80194
HD 80194，又名CP-76 574，SAO 256594、HR 3695，是一颗恒星，视星等为6.14，位于銀經291.43，銀緯-18.99，其B1900.0坐标为赤經9h 13m 13.9s，赤緯-76° -18.99′ 48″。